# Handicap sportif
Pour l’article homonyme, voir Handicap.
Ne doit pas être confondu avec Handisport.
 (décembre 2017).
Si vous disposez d'ouvrages ou d'articles de référence ou si vous connaissez des sites web de qualité traitant du thème abordé ici, merci de compléter l'article en donnant les références utiles à sa vérifiabilité et en les liant à la section « Notes et références ».
Le handicap sportif désigne un désavantage imposé à un concurrent, qu'il soit inévitable, comme jouer en second, ou qu'il permette d'équilibrer les probabilités de victoires. Le terme de handicap trouve son origine dans la langue anglaise, contraction de hand in cap, littéralement « la main dans le chapeau », où « chapeau » désigne un tirage au sort. S'il n'est pas tiré au sort, le handicap est attribué en fonction de classements.
Les sports pratiquant le handicap sont :
- La course de chevaux avec paris
- La course nautique
- Le golf
- Le ski
- Le basket-ball

Pour permettre à des joueurs de niveaux différents de s'affronter, un système de handicap est pratiqué au jeu de go et au shōgi, ainsi qu'aux échecs jusqu'au XIXe siècle.